# Yajaw Te' K'inich
Yajaw Teʼ Kʼinich ou Yajawte̓ K̓inich était un roi maya de Motul de San José, au Guatemala. Il régna au VIIIe siècle, probablement entre 738 et 768.
Il est probablement le successeur de Sihyaj K̓awiil et son successeur est K̓inich Lamaw Ek̓ (en).
Son début de règne coincide avec une période de changement dans les relations internationales de la civilisation de Motul de San José. Yajaw Teʼ Kʼinich est représenté en train de danser avec un masque sur un navire de style Ik, en présence de trois monarques étrangers. Il est également représenté sur les stèles 2 et 6 de Motul de San José.
Les objets archéologiques trouvés dans la cité, en particulier les récipients à boire décorés à l'image de Yajaw Te' K'inich, suggèrent un grand nombre d'évènements festifs organisés par le roi pour augmenter son pouvoir social, politique et économique.